# عزای سربروس: فاینال فانتزی ۷
عزای سربروس: فاینال فانتزی ۷ (به انگلیسی: Dirge of Cerberus: Final Fantasy VII) عنوان یک بازی ویدئویی در سبک نقش‌آفرینی اکشن و تیراندازی سوم شخص از مجموعه بازی‌های فاینال فانتزی و از دنباله‌های فاینال فانتزی ۷ است که توسط اسکوئر انیکس در سال ۲۰۰۶ برای کنسول پلی‌استیشن ۲ ساخته و عرضه شد.

## داستان
ماجرای این بازی سه سال بعد از وقایع فاینال فانتزی ۷ را روایت می‌شود. وینسنت ولنتاین (یکی از شخصیت‌های محبوب فاینال فانتزی ۷) شخصیت اصلی بازی است.

## نقدها
| گردآورنده  | امتیاز |
| ---------- | ------ |
| گیم‌رنکینگز | ۵۹.۸۴٪ |
| متاکریتیک  | ۵۷/۱۰۰ |

| ناشر                    | امتیاز |
| ----------------------- | ------ |
| وان‌آپ.کام               | D+     |
| الکترونیک گیمینگ مانثلی | C      |
| یوروگیمر                | ۵/۱۰   |
| فامیتسو                 | ۲۸/۴۰  |
| گیم‌اسپات                | ۶/۱۰   |
| گیم‌اسپای                | [ ۸ ]  |
| گیم‌تریلرز               | ۷.۲/۱۰ |
| آی‌جی‌ان                  | ۷/۱۰   |
| ایکس پلی                | [ ۱۱ ] |